# فييروبوليس
فييروبوليس بلدية في ولاية بارايبا في المنطقة الشمالية الشرقية من البرازيل.